# Hercule à New York
Pour les articles homonymes, voir Hercule (homonymie).
Pour plus de détails, voir Fiche technique et Distribution.
Hercule à New York (Hercules in New York) est un film d'aventure fantastique américain d'Arthur Allan Seidelman, tourné en 1969 et sorti en salles en février 1970. Le film est principalement connu pour avoir permis à Arnold Schwarzenegger d'obtenir son premier rôle au cinéma.
Après plusieurs siècles sur le mont Olympe, le film montre Hercule qui décide de passer à la vie citadine. Mais ce n'est pas toujours facile de s'adapter pour un demi-dieu.

## Synopsis
Hercule, à l'Olympe, réprimande son père Zeus pour ne pas lui avoir permis de quitter la demeure des dieux pour s'aventurer sur Terre. Finalement, Zeus envoie Hercule, sur une poutre, au pays des hommes.
Après d'étranges rencontres dans les airs et en mer, notamment en effrayant une vieille femme à bord d'un avion de ligne, Hercules arrive à New York, où l'hilarité s'ensuit sous la forme d'interactions avec divers New-Yorkais, qui le considèrent comme physiquement supérieur mais socialement maladroit. Il se lie d'amitié avec un petit homme maigre appelé Pretzie, ainsi nommé parce qu'il vend des bretzels. Hercules devient un lutteur professionnel à succès.
Zeus, observant Hercule depuis les hauteurs, devient irrité par ses pitreries qui, selon lui, se moquent des dieux et appelle Mercure pour l'arrêter. Après que Mercure ait tenté sans succès de ramener Hercule à la maison, Zeus ordonne à Némésis de veiller à ce qu'Hercule soit envoyé dans les régions infernales gouvernées par Pluton.
Cependant, Junon convainc Nemesis d'empoisonner Hercules avec un poison qui le priverait de sa divinité, puis de parler à Pluton. Nemesis informe ce dernier de ce qui se passe et il parie une grosse somme d'argent contre Hercules lors d'une prochaine compétition d'hommes forts avec le chef des gangsters. Quand Hercules perd la compétition des hommes forts, ses amis tentent de repousser les hommes de main en colère du manager, mais Hercules les suit pour les sauver.
Pendant ce temps, Zeus découvre la vérité auprès de Némésis sur ce qui se passe mais n'intervient qu'à la dernière minute pour restaurer la divinité d'Hercule, ne voulant pas qu'un de ses fils meure aux mains d'un mortel.
Hercule bat les gangsters et se rend compte qu'il a été désobéissant et retourne au ciel peu de temps après, ne disant au revoir à Pretzie à la radio qu'après son départ.
Dans les cieux, Zeus dit à Junon et Hercule qu'il ne punira pas ce dernier pour son comportement car ils l'interrogent à ce sujet et demandent ensuite à être laissés seuls. Ils le laissent tranquille et, à leur départ, Zeus se faufile hors du ciel et descend sur Terre, effrayant un avion de ligne en route vers le sol.

## Fiche technique
- Titre : Hercule à New York
- Titre original : Hercules in New York
- Réalisation : Arthur Allan Seidelman
- Photographie : Leo Lebowitz
- Musique : John Balamos
- Production : Aubrey Wisberg (en)
- Budget : 300 000 $[1]
- Pays de production :  États-Unis
- Langue : anglais
- Genre : Aventure, fantastique
- Durée : 91 minutes
- Date de sortie : 
  - États-Unis : 25 février 1970
  - France : 1984 (VHS)[2]

## Distribution
- Arnold Schwarzenegger (V.F. : Philippe Bellay) : Hercule
- Arnold Stang : Bretzie
- Merwin Goldsmith : Maxie
- Rudy Bond : le capitaine du bateau
- Deborah Loomis : Helen Camden
- Taina Elg (V.F. : Marie-Martine) : Nemesis
- Michael Lipton (V.F. : Philippe Mareuil) : Pluto
- James Karen (V.F. : Serge Bourrier) : le professeur Camden
- Ernest Graves (en) (V.F. : Yves Barsacq) : Zeus
- Tony Carroll : Monstro le magnifique le lutteur

 Source et légende  : Version Française  (V.F.) sur RS Doublage

## Autour du film
Dans un article retraçant la carrière d'Arnold Schwarzenegger et paru dans le Mad Movies 216 de février 2009, Marc Toullec évoquait Hercule à New York en ces termes : 

« Schwarzenegger ne pouvait inaugurer sa carrière de pire manière qu'avec Hercule à New York. Il ne s'est pas vraiment enrichi en négociant 1,000 dollars par semaine de tournage. Le comédien novice obtient finalement 12,000 billets verts. « À peine étais-je arrivé aux États-Unis que je tournais le film », mentionne-t-il dans les rares interviews où il revient sur ce baptême du feu, qu'il doit à son agent de l'époque, Joe Weider. « En quête d'un Monsieur Muscle, les producteurs de Hercule m'ont demandé si Arnold savait jouer » se rappelle-t-il. « J'ai répondu : Bien sûr ! C'est même un acteur shakespearien au Royaume-Uni ! Ils sont tombés dans le panneau. » « Je ne parlais pas anglais », avoue Arnold. « Je ne comprenais pas la moitié de ce que je disais » ajoute-t-il. Son accent germanique est si prononcé que le producteur et le réalisateur sont dans l'obligation de le doubler. Sur le DVD, il est cependant possible de choisir entre le doublage, et la voix originale de Schwarzenegger. Son nom posant également problème, ils le remplacent par celui d'Arnold Strong. Celui-ci devient donc la vedette d'un Hercules Goes Bananas, farce confidentielle qui refait opportunément surface quelques années plus tard sous le titre plus sérieux de Hercules in New York. Arnold Schwarzenegger tentera d'acheter le négatif. En vain. »